# 陈澧
陳澧（1810年—1882年），字蘭甫，號東塾，廣東番禺人，晚清學者。

## 生平
《清史稿》稱他「九歲能文，復問詩學於張維屏，問經學於侯康。凡天文、地理、樂律、算術、篆隸無不研究。」十七歲补博士弟子，道光十二年（1832年）举人，三十歲以後讀宋儒書，曾任河源县训导，道光十四年（1834），受聘阮元所創之学海堂，二十年十月（1840年11月），擔任学海堂学长。1847年，魏源前往广州，访问陈澧。
道光二十四年（1844年）會試不第，至咸丰二年，前後六应会试未第。同治三年應巡撫郭嵩燾之聘，總核廣東輿地圖事；郭嵩焘甚至将陈澧喻为罗浮山。其學術思想主張調和漢宋，推崇鄭玄、朱子、顧炎武、江永等前賢，而對馬融、王肅、王陽明，以及當時盛行之考證學及學者提出了批判。晚年任菊坡精舍山长，世称东塾先生。
陳澧一生致力於学问，以博学见称。其著作有《東塾讀書記》、《東塾雜俎》、《切韻考》、《說文聲表》、《老子注》、《公孫龍子注》、《漢儒通義》、《漢書地理志水道圖說》、《水經注西南諸水考》、《聲律通考》等。《東塾讀書記》頗近於學術史，其中不乏一得之見。《漢儒通義》則意在打破時人以為漢儒不言義理之刻板印象。而其中影響較大者，則在《切韻考》一書。
陈澧在《切韻考》一書中，提出了《廣韻》在反切上有「同用」、「互用」、「遞用」等規則，遂創「反切繫聯法」，將《廣韻》中之聲類規為四十，韻類包括四聲在內一共三百十一類，糾正了前人以守溫之三十六聲母即中古聲母之謬誤。
近年其遺著被整理為《陳澧集》六冊，由上海古籍出版社印行。
汪兆銘同父異母長兄汪兆鏞為其入室弟子。

## 評價
- 陳澧完全是象牙塔内学者，几无俗世名声。[5]钱穆在《中国近三百年学术史》中卻将陈澧单列一章討論，原因是認同陳澧主張“漢宋調和”的思想。
- 錢鍾書《管锥编》曾肯定陈澧的论點：“陈澧《东塾读书记》卷一二谓赵高语本于申韩之术，秦亡由此，殊中肯綮，尚未周匝。”

## 延伸阅读
[在维基数据编辑]
 《清史稿·卷482》，出自趙爾巽《清史稿》